# Paolo Restani
Paolo Restani (La Spezia, 2 agosto 1967) è un pianista italiano.

## Biografia
Allievo fino al 1984 di Vincenzo Vitale, si è successivamente perfezionato con Gerhard Oppitz all'Hochschule für Musik und Theater di Monaco di Baviera, Peter Lang al Mozarteum di Salisburgo, Gustav Kuhn, Piero Rattalino, Aldo Ciccolini, Nikita Magaloff e Vladimir Ashkenazy. Ha inoltre studiato composizione con Paolo Arcà e Bruno Bettinelli.
Dopo il debutto in recital nell'83 all'Accademia Nazionale di Santa Cecilia a Roma, viene scritturato dai maggiori teatri italiani. 
In particolare, nel Gennaio 1987, tiene un concerto alla Sala Verdi di Milano per le Serate Musicali, dove sostituisce Alexis Weissenberg con poche ore di preavviso, presentando un programma che include le Variazioni Eroica di Beethoven e i 12 Etudes d’exécution transcendante di Liszt.
Nel corso dell'ormai trentennale attività concertistica internazionale, innumerevoli le sue partecipazioni solistiche con orchestre d'Europa, America e Australia. Tra i direttori: Roberto Abbado, Gerd Albrecht, Piero Bellugi, Christian Benda, Yoram David, Vladimir Delman, Claus Peter Flor, Heiko Mathias Forster, Lu Jia, Lothar Koenigs, Gerard Korsten, Julian Kavatchev, Gustav Kuhn, Uroš Lajovic, Yoel Levi, John Nelson, John Neschling, Gunter Neuhold, Daniel Oren, Massimo Pradella, Donato Renzetti.
Riccardo Muti lo dirige, nel Giugno 2004, con l'Orchestra Filarmonica della Scala nel Concerto nr. 2 di Liszt e, nel 2008, nella produzione sinfonica Lélio ou Le Retour à la vie op. 14b di Berlioz accanto a Gérard Depardieu, l'Orchestra Luigi Cherubini, l'Orchestra Giovanile Italiana, il Konzertvereinigung Wiener Staatsopernchor.
Tra i recital delle recenti stagioni si ricordano: Carnegie Hall di New York, Grosser Musikvereinsaal di Vienna, Konzerthaus di Berlino, Prinzregententheater di Monaco di Baviera, Rheingoldhalle di Mainz, New Congress-Hall di Innsbruck, International Performing Arts Centre di Mosca, Sala Grande della Filarmonica di San Pietroburgo, Teatro Colon e Teatro Coliseo di Buenos Aires, Londra, Bruxelles, Francoforte, Amburgo, Istanbul, Beirut, Santiago del Cile, Montevideo, Dubai, Kuwait City, Manama. In Italia: Milano (Teatro alla Scala, Auditorium La Verdi), Roma (Quirinale, Auditorium del Parco della Musica, Teatro dell’Opera, Auditorio di Via della Conciliazione, Teatro Sistina), Napoli (Teatro San Carlo, Teatro Augusteo, Politeama), Venezia (Teatro La Fenice), Trieste (Teatro Verdi), Verona (Arena), Bologna (Teatro Comunale), Firenze (Teatro Comunale, Teatro della Pergola), Torino (Teatro Regio, Auditorium RAI), Bari (Teatro Petruzzelli), Genova (Teatro Carlo Felice), Palermo (Politeama).
Prestigiosi anche i festival in cui è regolarmente ospite: Flanders Festival, Festival Martha Argerich di Buenos Aires, Hatchlands Music Festival di Londra, Istanbul Recitals, Al Bustan Festival di Beirut, Ljubljana Festival, Jornadas Internacionales de Piano di Oviedo, Asturias Festival, Ravenna Festival, Maggio Musicale Fiorentino, Festival MITO di Milano, Rossini Opera Festival di Pesaro, Settembre Musica di Torino, Festival Pianistico Internazionale Arturo Benedetti Michelangeli di Brescia e Bergamo, Festival Verdi di Parma, Festival Uto Ughi per Roma, Panatenee Pompeiane, Festival Romaeuropa, Todi Arte Festival, Ravello Festival.
Invitato da Jurij Temirkanov, nel 2008 partecipa al XVII Festival Internazionale Christmas Musical Meetings in Palmira of the North a San Pietroburgo.
Tra i riconoscimenti, di particolare rilievo quelli ottenuti in Sud-America (dove si reca ogni anno): l'Associazione della critica argentina lo premia nel 2005 come miglior interprete dell'anno e, nel 2011, con il Quartetto d'archi della Scala, come miglior ensemble.
Oltre alla carriera solistica, si dedica a collaborazioni cameristiche e teatrali. Tra i suoi partner: Carla Fracci, Sylvie Guillelme, Laurent Hilaire, Enrico Maria Salerno, Simona Marchini, Mariano Regillo, Gottfried Wagner. 
Con Chiara Muti realizza, dal 2007, tre opere originali sulla vita di Mozart, sul rapporto Wagner-Ludwig II e su Rachmaninov-Gogol.

Il repertorio di Paolo Restani spazia da Bach ai contemporanei. La predilezione per il repertorio del Romanticismo e del '900 storico lo porta ad affrontare la maggior parte delle Opere di Field, Chopin, Schumann, Brahms, Debussy, Ravel, Strawinsky, Rachmaninov, Casella. La dedizione all'opera di Liszt lo rende uno dei suoi maggiori interpreti.

## Discografia
- 1980 - Liszt Gnomenreigen (Phonotype Record)
- 1997 - Liszt Totentanz per pianoforte e orchestra. European Philharmonic Orchestra, Peter Jan Marthé direttore (Polyglobe)
- 2004 - Liszt 12 Etudes d'Exécution Transcendante e Studi da Concerto (Amadeus)
- 2008 - Rachmaninov Diciotto Preludi (Amadeus)
- 2008 - Casella Scarlattiana, Triplo Concerto, A notte alta per pianoforte e orchestra. Orchestra Filarmonica ‘900 del Teatro Regio di Torino, Marzio Conti direttore (Brilliant Classics)
- 2009 - Brahms, Godowski, Skriabin, Saint-Saëns, Bartok, Liszt, Sancan - Brani per la sola mano sinistra (DECCA)
- 2009 - Berlioz Lélio ou Le Retour à la vie op. 14b, direttore Riccardo Muti, Gérard Depardieu voce recitante (CD and DVD Gruppo Editoriale l’Espresso-2009)
- 2009 - Field I sette Concerti per pianoforte e orchestra. Orchestre Philharmonique de Nice, Marco Guidarini direttore (Brilliant Classics)
- 2010 - Brahms Variazioni sopra un tema di Paganini op. 35, Variazioni dal Sestetto op. 18, cinque Studi (DECCA)
- 2010 - Rachmaninov Sei Preludi, Trascrizioni, Sonata nr. 2 op. 36 (Amadeus)
- 2010 - The Ultimate Piano Concerto (Brilliant Classics) include sue interpretazioni
- 2010 - Piano Gold (Deutsche Grammophon) include sue interpretazioni
- 2011 - Classica 2011 (Deutsche Grammophon) include sue interpretazioni
- 2011 - Brahms Quintetto op. 34, Schumann Quintetto op. 44, con il Quartetto d'archi della Scala (DECCA)
- 2011 - Brahms Variazioni sopra un tema di Haendel op. 24, Variazioni sopra un tema di Schumann op. 9, Variazioni sopra un tema originale op. 21 nr. 1, Variazioni sopra un tema ungherese op. 21 nr. 2, Studio dall'Impromptu op. 90 nr. 2 di Schubert (DECCA)
- 2012 - 50 Piano Masters (DECCA) include sue interpretazioni
- 2016 - Romantic Piano Concertos (Brilliant Classics) include sue interpretazioni
- 2018 - Beethoven Concerto per pianoforte e orchestra nr. 5 op. 73, Orchestra del Teatro Carlo Felice di Genova direttore Marco Guidarini. Wagner-Liszt Feierlicher Marsch aus Parsifal (Imd Music & Web)